# Morchain
Morchain és un municipi francès situat al departament del Somme i a la regió dels Alts de França. L'any 2007 tenia 299 habitants.

## Demografia

### Població
El 2007 la població de fet de Morchain era de 299 persones. Hi havia 102 famílies de les quals 8 eren unipersonals (4 homes vivint sols i 4 dones vivint soles), 47 parelles sense fills i 47 parelles amb fills.

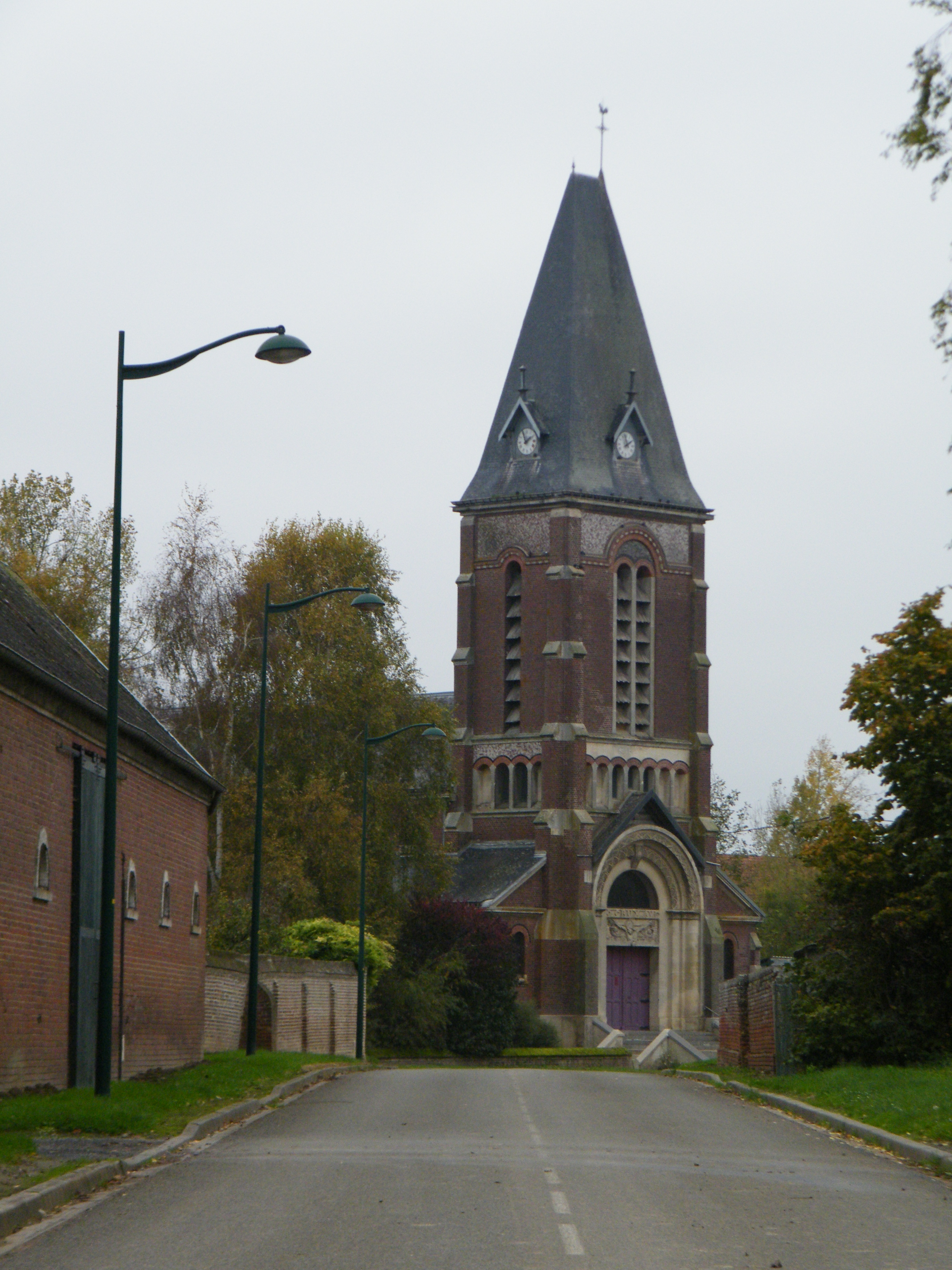

La població ha evolucionat segons el següent gràfic:
Habitants censats

### Habitatges
El 2007 hi havia 134 habitatges, 107 eren l'habitatge principal de la família, 16 eren segones residències i 11 estaven desocupats. Tots els 134 habitatges eren cases. Dels 107 habitatges principals, 93 estaven ocupats pels seus propietaris, 8 estaven llogats i ocupats pels llogaters i 5 estaven cedits a títol gratuït; 1 tenia dues cambres, 13 en tenien tres, 27 en tenien quatre i 67 en tenien cinc o més. 83 habitatges disposaven pel capbaix d'una plaça de pàrquing. A 48 habitatges hi havia un automòbil i a 52 n'hi havia dos o més.

### Piràmide de població

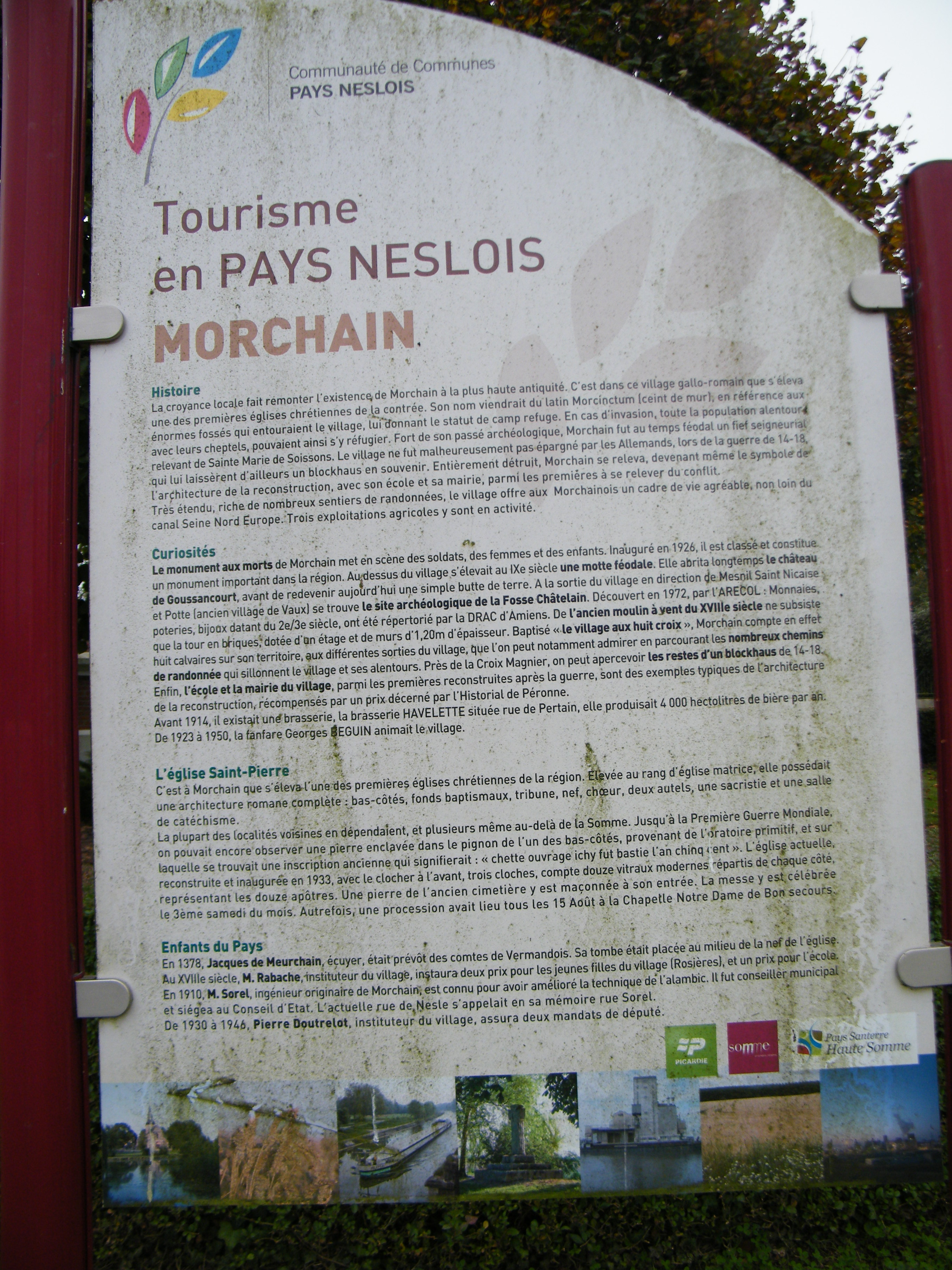

La piràmide de població per edats i sexe el 2009 era:
| Homes | Edats   | Dones |
| ----- | ------- | ----- |
| 0     | 95 o +  | 0     |
| 0     | 90 a 94 | 0     |
| 4     | 85 a 89 | 4     |
| 4     | 80 a 84 | 0     |
| 0     | 75 a 79 | 4     |
| 4     | 70 a 74 | 4     |
| 12    | 65 a 69 | 4     |
| 8     | 60 a 64 | 12    |
| 12    | 55 a 59 | 4     |
| 8     | 50 a 54 | 20    |
| 20    | 45 a 49 | 12    |
| 8     | 40 a 44 | 4     |
| 0     | 35 a 39 | 12    |
| 8     | 30 a 34 | 0     |
| 12    | 25 a 29 | 8     |
| 12    | 20 a 24 | 4     |
| 12    | 15 a 19 | 12    |
| 12    | 10 a 14 | 0     |
| 0     | 5 a 9   | 4     |
| 0     | 0 a 4   | 4     |

## Economia

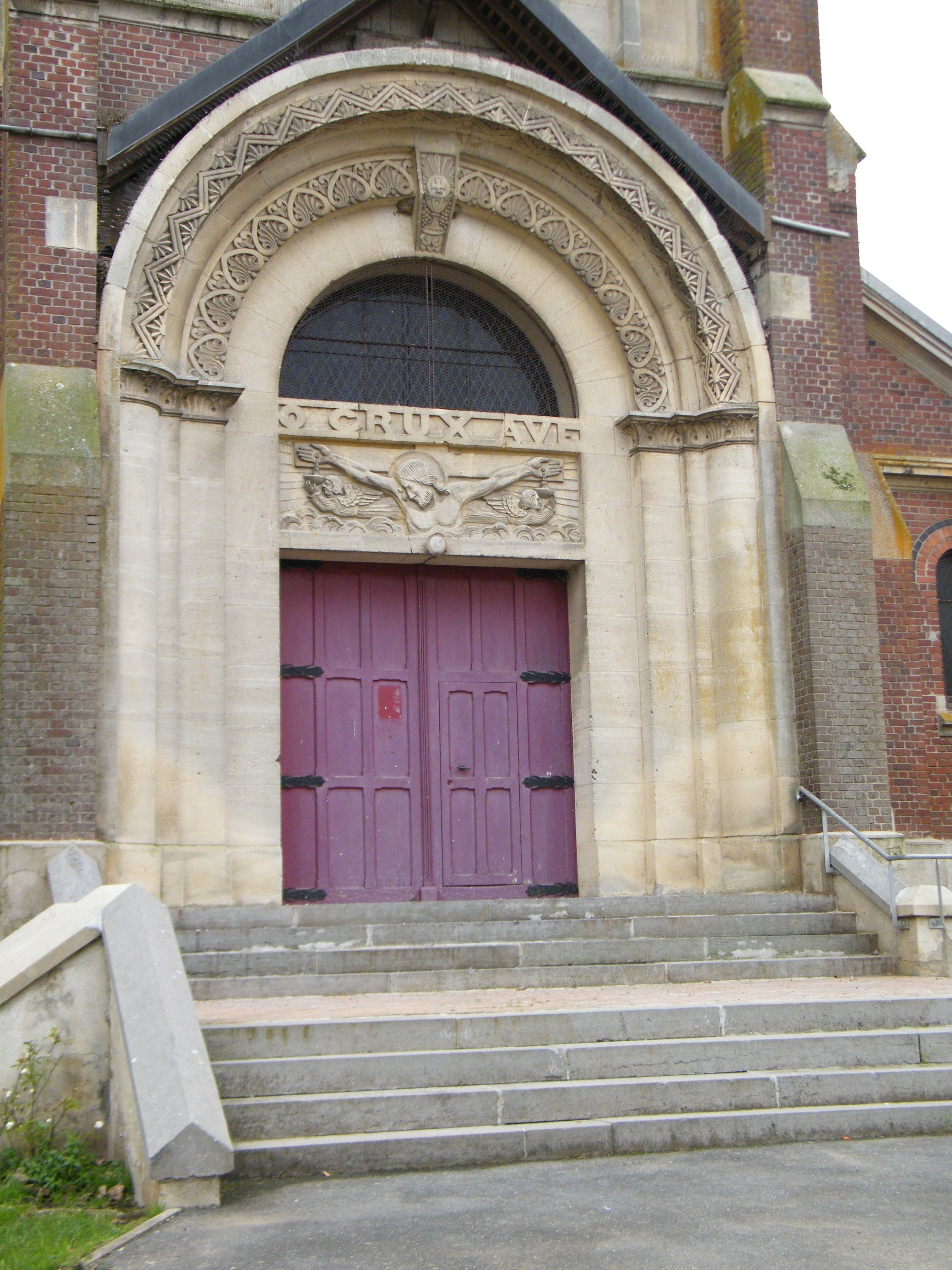

El 2007 la població en edat de treballar era de 194 persones, 138 eren actives i 56 eren inactives. De les 138 persones actives 115 estaven ocupades (73 homes i 42 dones) i 23 estaven aturades (12 homes i 11 dones). De les 56 persones inactives 12 estaven jubilades, 13 estaven estudiant i 31 estaven classificades com a «altres inactius».

### Ingressos
El 2009 a Morchain hi havia 120 unitats fiscals que integraven 322 persones, la mediana anual d'ingressos fiscals per persona era de 16.696 €.

### Activitats econòmiques
Dels 4 establiments que hi havia el 2007, 1 era d'una empresa de fabricació d'altres productes industrials, 2 d'empreses de construcció i 1 d'una entitat de l'administració pública.
Dels 2 establiments de servei als particulars que hi havia el 2009, 1 era un guixaire pintor i 1 fusteria.
L'any 2000 a Morchain hi havia 3 explotacions agrícoles que ocupaven un total de 432 hectàrees.

## Equipaments sanitaris i escolars
El 2009 hi havia una escola elemental integrada dins d'un grup escolar amb les comunes properes formant una escola dispersa.

## Poblacions més properes

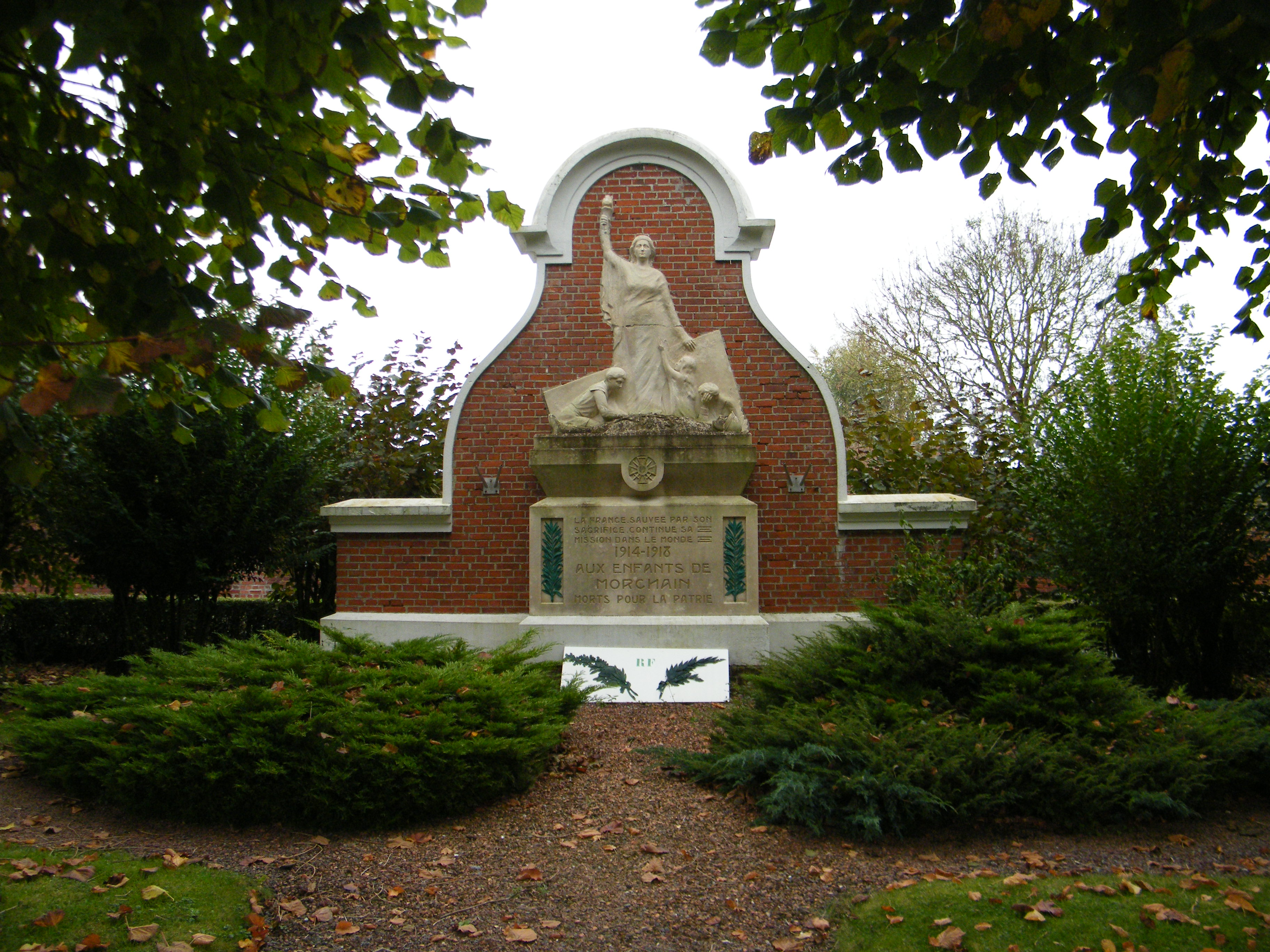

El següent diagrama mostra les poblacions més properes.